# 梅の里 (郡山市)

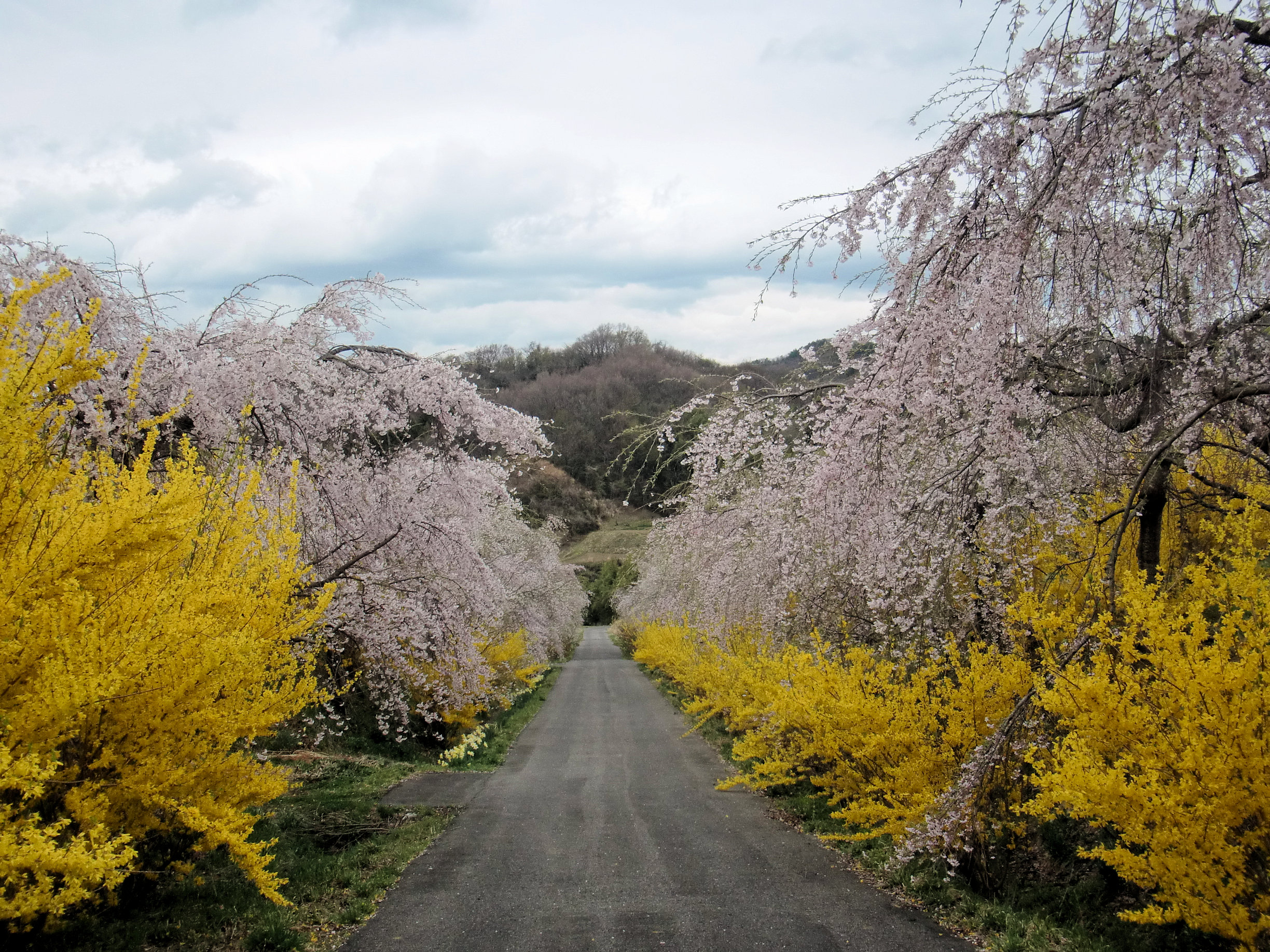
梅ロード

梅の里（うめのさと）は、福島県郡山市西田町三町目に整備された梅の農地である。道の両側に梅の木が立ち並ぶ『梅ロード』で知られ、郡山市観光協会などでは梅ロードを梅の名所として紹介している。

## 概要
1989年（平成元年）ごろから、地域特産物として白加賀などの梅が植樹され、安達太良山を背景に約12,000本もの梅が咲き乱れる梅の名所として紹介されるようになった。中でも西田町三町目字細田から高柴デコ屋敷方面に向かう道は、道の両側に梅の木が立ち並ぶ『梅ロード』として知られる。見頃は3月下旬から4月上旬頃。また、時期によっては桃や桜、レンギョウ、菜の花なども見ることができる。
毎年4月上旬には『梅の里まつり』が開催され、梅ロード散策や梅の種飛ばし大会などのイベントが行われる。
常設の駐車場はないが、開花時期などは臨時の駐車場が用意される。

## アクセス
- 磐越自動車道郡山東ICから郡山東部広域農道、福島県道115号三春日和田線経由で車で10分、三町目上区集会所付近に案内板あり
- JR東日本磐越東線三春駅より西へ徒歩40分

## 周辺
- 高柴デコ屋敷 - 三春駒や三春張子人形の発祥地
- 鹿島大神宮 - 天然記念物の鹿島神社のペグマタイト岩脈で知られる
- 子和清水 - 郡山市の水とふれあう名所10選の湧水
- おんがくの杜 - ツツジの名所、私有地だが開花時期は無料開放、吉田神社近く
- 日枝神社 - 巨大な岩に飲み込まれるような社殿や、樹齢約500年の山王桜で知られる
- シロザクラの丘 - 美しい一本桜と曼珠沙華の名所、根木屋小入口から南西に160mほど
- 雪村庵 - 画僧雪村の住居跡で、雪村桜や雪村梅の花の名所としても知られる